# Kabary

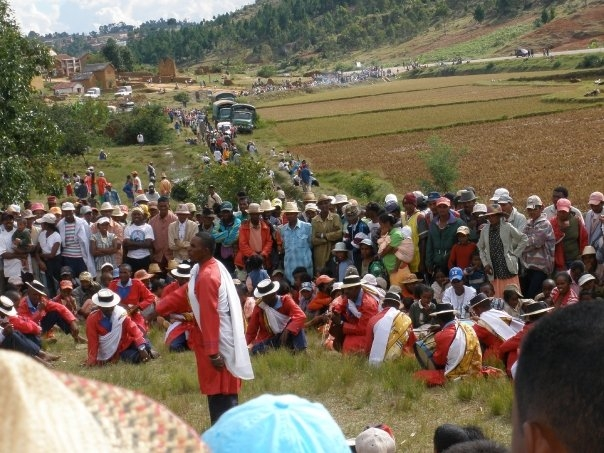
Kabary is een belangrijk onderdeel van een hiragasy-optreden.

Kabary, ook wel kabarindihy genoemd, is een traditionele verteltraditie in Madagaskar.

## Geschiedenis
De traditie van kabary, oftewel 'de kunst van het spreken', dateert van voor het bewind van de Merina-koning Andrianampoinimerina, die regeerde van 1787 tot 1810. Andrianampoinimerina gebruikte tijdens zijn regering hiragasy-muzikanten om een menigte luisteraars te verzamelen, waarop hij zijn politieke toespraken hield, de kabary. Deze toespraken hadden een sterk gestileerde vorm en was rijk van symboliek. Later werden toespraken in het repertoire van de hiragasy opgenomen, soms ook zonder politieke boodschap. Dankzij de rondtrekkende hiragasy werd de traditie van de kabary over heel het eiland van Madagaskar verspreid.

## Beschrijving
In de kabary spelen ohabolana, oftewel Malagassische spreuken een grote rol. Iemand die kabary spreekt wordt een mpikabary genoemd en een zeer bedreven mpikabary noemt men een tompon'ny kabary, een meester van kabary. Deze worden door de Malagassiërs met groot respect behandelt en hebben een grote autoriteit. In het klassieke werk Tantara ny Andriana eto Madagasikara wordt het recht om te regeren zelfs bepaald door iemands welsprekendheid en zijn vaardigheden in kabary:

Hita eo ny fomban'ny kabary:

misy tompon'ny teny,

dia misy mamaly.

Izay tompon'ny teny no mitondra ny fanjakana;

ary ny olona kosa mamaly kabary,

fanehoana fa mpanoa.

Wij begrijpen hierin de functie van de kabary:

er is een meester van de woorden,

er is iemand die antwoordt.

Het is de meester van de woorden die het koninkrijk regeert;

zoals degene die antwoordt aan de kabary

publiekelijk zijn onderwerping erkent.
— Tantara ny Andriana eto Madagasikara

Tegenwoordig wordt Madagaskar niet meer door een monarchie geregeerd, maar kabary speelt nog steeds een belangrijke rol in de Malagassische cultuur. Zo worden kabary gehouden bij belangrijke ceremonies, zoals huwelijken, begrafenissen, famadihana (opnieuw begraven van de doden) en besnijdenissen. Deze kabary, die soms door hiragasy worden gehouden, geven zulke gebeurtenissen in de ogen van de Malagassiërs een formelere sfeer. Ook maken Malagassische politici nog steeds gebruik van kabary bij hun campagnes en andere toespraken.